# Араш (Француска)
Араш (фр. Arâches) насеље је и општина у источној Француској у региону Рона-Алпи, у департману Горња Савоја која припада префектури Бонвил.
По подацима из 2011. године у општини је живело 1.823 становника, а густина насељености је износила 48,37 становника/km². Општина се простире на површини од 37,69 km². Налази се на средњој надморској висини од 955 метара (максималној 2.466 m, а минималној 560 m).

## Демографија
| 1962. | 1968. | 1975. | 1982. | 1990. | 1999. | 2011. |
| ----- | ----- | ----- | ----- | ----- | ----- | ----- |
| 587   | 658   | 769   | 971   | 1.383 | 1.680 | 1.823 |

График промене броја становника у току последњих година